# Acrocyrta
Acrocyrta> är ett släkte av skalbaggar som ingår i familjen långhorningar.

## Arter
- Acrocyrta clytoides
- Acrocyrta rufofemorata